# Rok-tv
rok-tv (abgekürzt für: „Rostocker Offener Kanal Fernsehen“) ist ein Fernsehsender in Rostock, wird als Offener Kanal betrieben und ist eine Einrichtung der Medienanstalt Mecklenburg-Vorpommern (MMV). Er befindet sich in der östlichen Altstadt von Rostock.

## Grundsätze und Prinzipien
Die Finanzierung wird anteilig aus zwei Prozent der Einnahmen durch die Medienanstalt Mecklenburg-Vorpommern sichergestellt. Die Bürger in Mecklenburg-Vorpommern haben die Möglichkeit, in eigener Verantwortung Sendungen zu produzieren und über den lokalen Fernsehsender auszustrahlen.
Eine Anmeldung als Nutzer sowie die Teilnahme an Technik-Kursen ist Voraussetzung, um die benötigte Technik ausleihen bzw. nutzen zu können. Bedingung für die kostenlose Nutzung der Ausrüstung ist die Abgabe eines Sendebeitrages. 
Inhalte und Sendungen im Bürgersender sind selbst konzipiert und gestaltet. Die Fernsehtechnik wird von den Bürgern bedient und nach ihren Vorstellungen eingesetzt. Die Nutzung der Technik und Räumlichkeiten im rok-tv ist kostenlos. Sämtliche Beiträge werden ungekürzt und unzensiert gesendet.
Der Sender ist nicht kommerziell, weshalb jegliche Art von Werbung, auch religiöse und politische, verboten ist.

### Hauptziele
- medientechnisch interessierten Personen die technischen Voraussetzungen für ihre Kreativität zu bieten
- kommunale Prozesse widerzuspiegeln
- lokale Kommunikation anzuregen
- die Arbeitsweise des Fernsehens transparent und erlebbar zu gestalten
- Fernsehen selbst zu machen
- Mediendemokratie praktisch anzuwenden
- berufliche Orientierung
- schulische Medienbildung zu unterstützen
- schulische Vernetzung

## Geschichte und Zahlen
Im November 1997 beginnt die Geschichte des Bürgersenders rok-tv im Rostocker Kabelnetz auf Kanal 12. Seither waren mehr als 3800 Nutzer (Stand 2010) aller Altersgruppen mit Beiträgen beteiligt.
Im August 2006 verzeichnete der Bürgersender 3219 Nutzer. Das entspricht ca. 1,6 Prozent der Gesamtbevölkerung der Hansestadt Rostock. Das Durchschnittsalter der Nutzer lag bei ca. 34 Jahren. Es gibt mit 62 Prozent (1.979) mehr männliche Nutzer als weibliche (1.240). Die jungen und mittleren Altersgruppen (unter 18 bis 35 Jahre) liegen mit 2.254 gemeldeten Nutzern im Vergleich zu den älteren Altersgruppen (36 bis über 65 Jahre) mit 934 gemeldeten Nutzern deutlich vorn. In 10 Jahren vermittelten die sieben Mitarbeiter des rok-tv ihr Wissen und ihre Erfahrungen in 360 Kameraeinweisungen. Im Schnitt wurden etwa alle 10 Tage ein Kurs oder insgesamt etwa 1100 Stunden reine Kameraeinweisung angeboten. In 10 Jahren vermittelten die Mitarbeiter des rok-tv ihr Wissen und ihre Erfahrungen in 360 Schnittplatzeinweisungen. Das entspricht ebenfalls ca. alle 10 Tage einem Kurs (insgesamt ca. 1100 Stunden reine Schnittplatzeinweisung). In 10 Jahren führten die Mitarbeiter des rok-tv auch 120 Studioeinweisungen durch. Das entspricht ca. einer Einweisung pro Monat oder ca. 360 Stunden reine Studioeinweisung. 10 Jahre rok-tv sind gleichbedeutend mit etwa 1300 Sendetagen. So wurden ca. 3.250 Stunden nichtkommerzielles Bürgerprogramm gesendet (die regelmäßigen Wiederholungen nicht eingerechnet).

## Fernsehen in Schwerin
Fernsehen in Schwerin („FiSCH-TV“) ist als Außenstelle seit 2005 auf Sendung. Als eine Kooperation des Schweriner Jugendring e. V. und der Medienanstalt Mecklenburg-Vorpommern bietet Fernsehen in Schwerin den Bürgern die technischen Voraussetzungen, Ideen und Projekte in die Praxis umzusetzen. In Mecklenburg-Vorpommern gibt es weiterhin einen nach dem gleichen Prinzip arbeitenden Neubrandenburger Radiosender „NB-Radiotreff 88,0“ mit den Außenstellen in Malchin „Welle Kummerower See“ und Greifswald „radio 98eins“. Seit Herbst 2006 werden durch die Einspeisung ins Bad Doberaner Kabelnetz weitere 5000 Haushalte erreicht.

## Studio und Technik
In den Räumen des rok-tv stehen den Produzenten auf mehr als 500 m² ein Fernsehstudio (100 m²), aus dem auch Live-Sendungen übertragen werden können, Sicht- und Schnittplätze sowie Gruppen- und Seminarräume zur Verfügung. Das Studio im rok-tv ist mit drei Fernsehkameras, einer Beleuchtungsanlage und einer Bildregie ausgestattet. Auch im Blue-Box-Verfahren zu arbeiten, ist dort möglich.

### Beiträge (Auswahl)
Die große Zahl der Nutzer spiegelt sich in der Vielfalt der Beiträge und des Programms wider. Eine kleine Auswahl der bisherigen Beiträge:
- das Lokalmagazin „Wir von Hier“ (zum Teil Live-Sendung; Talkrunde und Beiträge zu aktuellen lokalen Themen und Events; einmal monatlich)
- Stubnitz Radio Show (überwiegend live aus dem Studio; unterschiedliche Musikgenre zu speziellen Themen; einmal wöchentlich)
- pop10 (Trend-, Szene- und Musik-Magazin aus Magdeburg; einmal wöchentlich)
- Platz der Freundschaft (Studenten produzierten eine Rostock-Soap)
- Märchenstunde für Kinder (Studioaufzeichnung)
- Reisedokumentationen
- Tierische Freunde (Tiervermittlung durch Grundschüler einer Rostocker Schule)
- verschiedene Thementage (montags, wenn vorgesehen)

Die oben aufgeführten Formate besitzen meist feste Sendeplätze.
Zudem werden einige Beiträge aus den Offenen Kanälen in der Mediathek der MMV veröffentlicht.